# Александерфелд
Александерфелд (рум. Alexanderfeld) — село в Кагульском районе Молдавии. Относится к сёлам, не образующим коммуну. Бывшее немецкое поселение.

## География
Село расположено на высоте 155 метров над уровнем моря.

## Население
По данным переписи населения 2004 года, в селе Александерфелд проживает 1454 человека (711 мужчина, 743 женщины).
Этнический состав села:
| Национальность | Число жителей | Процентный состав |
| -------------- | ------------- | ----------------- |
| молдаване      | 699           | 48.07             |
| украинцы       | 245           | 16.85             |
| русские        | 203           | 13.96             |
| болгары        | 135           | 9.28              |
| гагаузы        | 121           | 8.32              |
| румыны         | 5             | 0.34              |
| поляки         | 1             | 0.07              |
| прочие         | 45            | 3.09              |
| Всего          | 1454          | 100%              |